# Franciszek Manowarda
Franciszek Walerian de Jana Manowarda (ur. 3 lipca 1903, zm. 29 grudnia 1918 w Dawidowie)  – polski gimnazjalista.

## Życiorys
Urodził się 3 lipca 1903. Podczas I wojny światowej w roku szkolnym 1915/1916 jako Walerian Manowarda ukończył II klasę w Zakładzie Naukowo-Wychowawczym Ojców Jezuitów w Bąkowicach pod Chyrowem.
U kresu wojny uczestniczył w obronie Lwowa podczas wojny polsko-ukraińskiej, służąc jako sanitariusz. Poniósł śmierć 29 grudnia 1918 w Dawidowie. Został pochowany na Cmentarzu Obrońców Lwowa (kwatera XV, miejsce 1042).
Zarządzeniem prezydenta RP Ignacego Mościckiego z 22 kwietnia 1938 został pośmiertnie odznaczony Medalem Niepodległości za pracę w dziele odzyskania niepodległości.
Nazwisko Waleriana Manowardy zostało wymienione na tablicy umieszczonej na Pomniku Obrońców Lwowa na Persenkówce, w grupie zamordowanych 29 grudnia 1918 w niewoli ukraińskiej.